# Haliclona rapanui
Haliclona rapanui är en svampdjursart som först beskrevs av Desqueyroux-Faundez 1990.  Haliclona rapanui ingår i släktet Haliclona och familjen Chalinidae. Inga underarter finns listade i Catalogue of Life.